# Suarius hamulatus
Suarius hamulatus är en insektsart som beskrevs av X.-k. Yang och C.-k. Yang 1991. Suarius hamulatus ingår i släktet Suarius och familjen guldögonsländor. Inga underarter finns listade i Catalogue of Life.